# 萨克拉门托拱门
41°7′51.72″N 14°46′25.07″E / 41.1310333°N 14.7736306°E

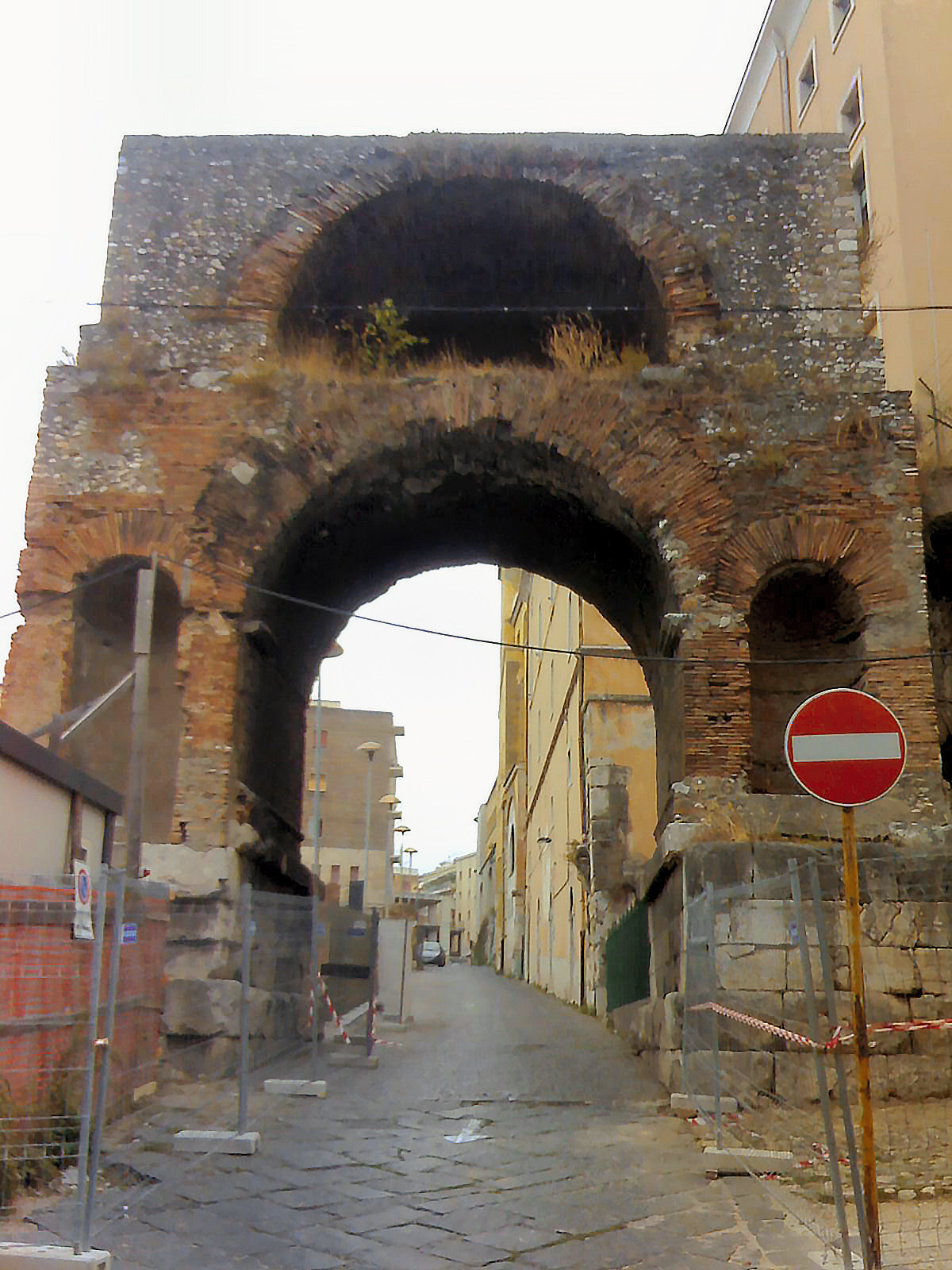
萨克拉门托拱门

萨克拉门托拱门（Arco del Sacramento）是一座古罗马建筑，位于意大利南部城市贝内文托的卡罗托雷街（Via Carlo Torre），毗邻总主教府。该地区原为罗马广场，靠近古罗马剧场。
这座拱门建于公元1世纪末、2世纪初。立面上的大理石已经不存在。 
该地区的重建已实施。